# Supplies
Supplies è un singolo del cantautore statunitense Justin Timberlake, pubblicato il 18 gennaio 2018 come secondo estratto dal quinto album in studio Man of the Woods.

## Video musicale
Il videoclip è stato pubblicato il 18 gennaio 2018 sul canale Vevo-YouTube del cantante.